# Бахчиванджі (платформа)
Бахчиванджі (рос. Бахчиванджи) — зупинний пункт/пасажирська платформа хордової лінії Митищі — Фрязево Ярославського напрямку Московської залізниці. Розташована у Щолковському районі Московської області.
До 1987 р. називалася 41 км (по відстані від станції Москва-Пасажирська-Ярославська), була перейменована на честь Героя Радянського Союзу, радянського льотчика-випробувача Г. Я. Бахчиванджі. Бахчиванджі жив у селищі, неподалік від платформи, що з'явилася пізніше. Селище тоді складалося з приватних будинків (нині — п'ятиповерхівки) та кількох бараків. Нині селище також називається Бахчиванджі (або Щолково-4) — частина міста Щолково.
Не обладнана турнікетами.
Час руху від Москва-Пасажирська-Ярославська — 1 година 04 хвилини (на експресі «Рекс» — 46 хвилин), від станції Фрязево — близько 40 хвилин.
Наземний транспорт пов'язує платформу зі станціями Чкаловська і Щолково, платформою Гагарінська, станцією метро «Щолковська» і «Комсомольська» у Москві.